# عمارة الباروك الفرنسية

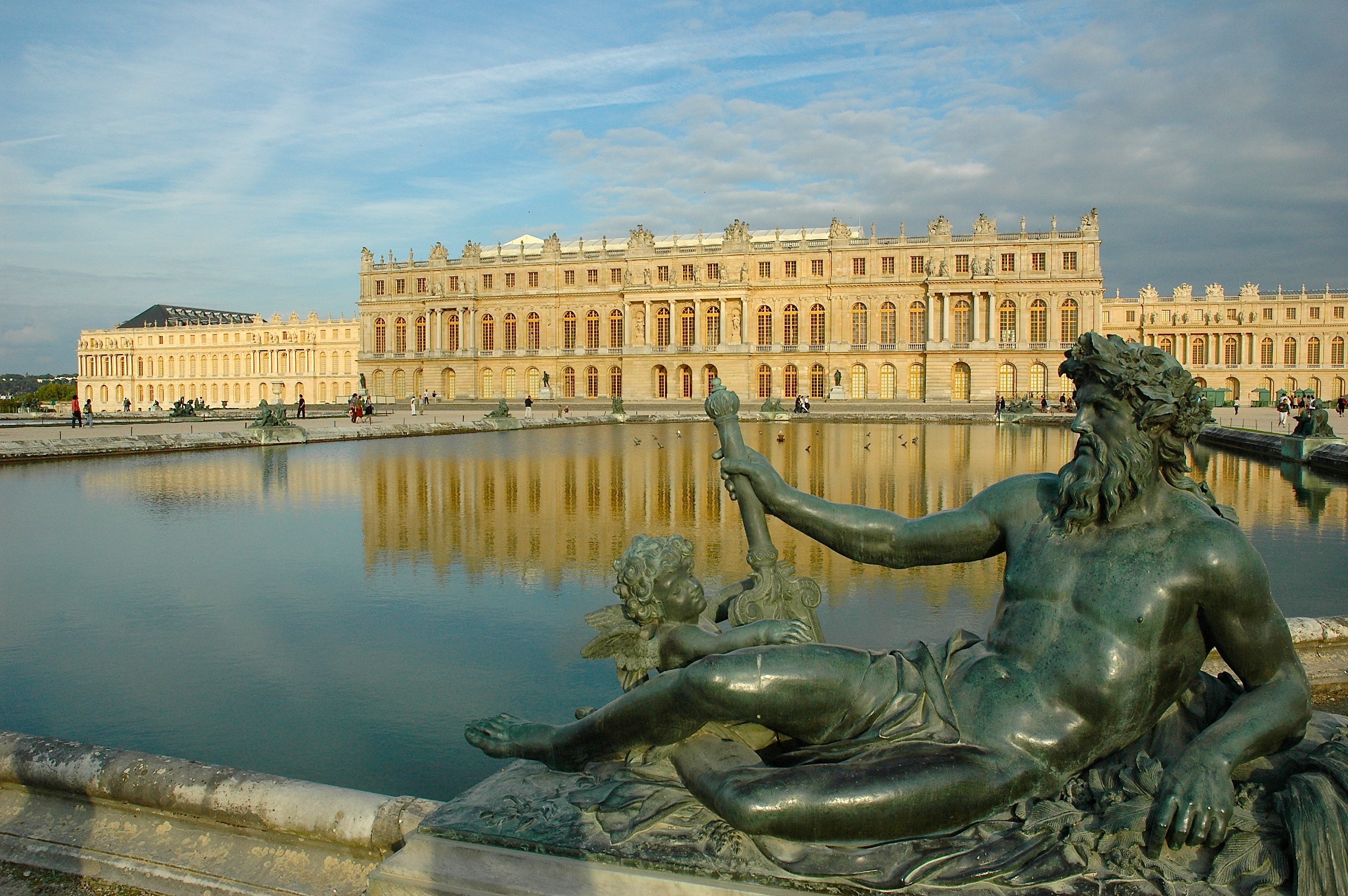
قصر فرساي

يُطلق أحيانًا على عمارة الباروك الفرنسية الكلاسيكية الفرنسية، وهي أسلوب عمارة وُجد خلال حكم الملك لويس الثالث عشر (1610-1643) ولويس الرابع عشر (1643-1715) ولويس الخامس عشر (1715-1774). سبقتها العمارة الفرنسية في عصر النهضة وعصر التكلفية وتبعها العمارة الكلاسيكية الجديدة الفرنسية في النصف الثاني من القرن الثامن عشر. استوحي هذا النمط في الأصل من أسلوب العمارة الإيطالية الباروكية، لكنه ركز بدرجة أكبر على الانتظام والترتيب الهائل للواجهات، واستخدام الأعمدة والقباب لترمز إلى قوة وعظمة الملك، خاصةً في عهد لويس الرابع عشر.
تتضمن الأمثلة البارزة لهذا الاسلوب غراند تريانون في قصر فرساي، وقبة ليزانفاليد في باريس. اختفى الترتيب الهائل تدريجيًا في السنوات الأخيرة من عهد الملك لويس الرابع عشر وفي عهد الملك لويس الخامس عشر، وأصبح الاسلوب أبسط، وشهد إدخال زخرفة الحديد المطاوع في تصاميم الروكيل.
شهدت تلك الفترة أيضًا إدخال ساحات النصب التذكارية في باريس ومدن أخرى، لا سيما ساحة فاندوم وميدان الكونكورد. أثر النمط بعمق في العمارة المدنية في القرن الثامن عشر في جميع أنحاء أوروبا، قُلد قصر فرساي والحديقة الفرنسية الرسمية في الأبنية الأخرى في جميع أنحاء أوروبا.

## الباروك الفرنسي المبكر
كان الباروك الفرنسي منذ بدايته تعبيرًا عن قوة وعظمة ملوك فرنسا، وقد سار في اتجاه مختلف عن إيطاليا وبقية أوروبا، بالجمع بين العناصر الكلاسيكية، خاصةً الترتيب الهائل للأعمدة وتجنب الزخرفة الوافرة التي ظهرت على الواجهات والمساحات الداخلية في إسبانيا وألمانيا وأوروبا الوسطى. استُخدم بدرجة أقل في الكنائس وبدرجة أكبر في تصميم القصور الملكية والمساكن الريفية. عنصر آخر مميز في أسلوب الباروك الفرنسي هو تكامل هندسة المنزل مع الحدائق المحيطة، التي أصبحت تُعرف بالحديقة الرسمية الفرنسية.
كان سالومون دي بروس (1571-1626) من أوائل المهندسين المعماريين الفرنسيين الذين تبنوا هذا الأسلوب، بدءًا من قصر لوكسمبورغ الذي بناه لوالدة الملك لويس الثالث عشر، ماريا دي ميديشي (1615-1624). أسس قصر لوكسمبورغ نمطًا جديدًا لبناء المساكن الملكية، بوجود السرادق في الزوايا والأجنحة الجانبية ومدخل رئيسي كبير تعلوه قبة. تتميز الجدران بترتيبات هائلة من الأعمدة ذات الأقواس الثلاثية التي تدل على الإلهام الكلاسيكي للحركة الفرنسية. كان السقف العالي المنحدر وخط السقف المركب من السمات الفرنسية التقليدية. كان القصر محاطًا بحديقة كبيرة ونوافير، كما هو الحال في قصور ميديتشي في روما. كان التصميم الداخلي مبتكرًا أيضًا، إذ تحتوي الأجنحة الموجودة حول المبنى الرئيسي غرفًا تسمح باستغلال أكبر للمساحة الداخلية.
كان فرانسوا مانسار من أبرز مبدعي الأسلوب الجديد، وغالبًا ما يُنسب إليه الفضل في تقديم الباروك الكامل في فرنسا. لم يكن مانسارت أول من استخدم السقف المنحدر، لكنه استخدمه بفعالية حتى صار الأشهر. أظهر مانسارت استمراريةً بين أسلوب عصر النهضة الفرنسي والأسلوب الجديد في تصميمه لشاتو دي ميزون في ميزون لافيت (1630-1651)، حيث البنية متناظرة بدقة مع تطبيق الترتيب في كل طابق، غالبًا على شكل أعمدة. الواجهة مكللة بسقف كبير منفصل، ليبدو الشكل الكامل ثلاثي الأبعاد. كان بناء مانسارت مجردًا من التأثيرات الزخرفية المفرطة المثالية لروما المعاصرة. فاقتصر التأثير الباروكي الإيطالي على مجال التزيين الزخرفي.
كان لويس لو فاو اسمًا بارزًا آخر في أسلوب الباروك الفرنسي المبكر. صمم قصر فو لو فيكوم (1656-1661) لنيكولا فوكيه، مستشار الملك الشاب لويس الرابع عشر، وكان تصميم القصر نفسه مشابهًا لقصر لوكسمبورغ وقصر باربيريني في روما. لكن ما جعله مميزًا عن الأنماط السابقة وحدة الهندسة المعمارية والداخلية والمناظر الطبيعية حولها. وتتميز واجهته بأعمدة ضخمة منمقة وأجنحة مدمجة مع أسقف منحدرة وقبة بارزة على الطراز الباروكي.
زين تشارلز لو برون الديكور الداخلي بالجداريات بوفرة، ووضعه وسط حدائق رسمية ضخمة من تصميم أندريه لو نوتر، موضوعةً في مسارات بأنماط هندسية وأحواض زهور ونوافير وبرك عاكسة، مثل امتداد لعمارة المنزل في كل اتجاه. الغرفة الكبيرة للمبنى مفتوحة على الحديقة وهي ميزة أصبحت بعد ذلك سمة ثابتة في قصور الباروك. بعد ملاحظة فخامة المبنى، أوقف الملك فوكيه عن العمل وسجنه واستولى على المنزل من أجل العرش، وسرعان ما عين لو فاو لإنشاء قصره الخاص في فرساي.
طور الفنانون الثلاثة هذا المفهوم إلى الأحجام الضخمة في نزل الصيد الملكية وقصر فرساي الرئيسي لاحقًا (1661-1690). على نطاق أوسع بكثير، يعد القصر نسخة مكبرة ومتكررة إلى حد ما من فو لو فيكوم، وكان المبنى السكني الأفخم في القرن السابع عشر. كان قصر مانهايم ونوردكيرشن ودروتنينغهولم من بين العديد من المساكن الأجنبية التي مثّل فرساي نموذجًا لها.

## واجهة اللوفر
سنة 1665، دعا جان كولبير، رئيس وزراء الملك لويس الرابع عشر، أشهر مهندس ونحات للباروك الإيطالي، جان لورينزو برنيني إلى باريس لاقتراح تصميم للجناح الشرقي الجديد من متحف اللوفر. كان من شأن هذا التصميم أن يجمع بين هندسة باريس وأسلوب الباروك الإيطالي. ومع ذلك، تحول لويس إلى المصممين الفرنسيين. فقد أراد تصميمًا فرنسيًا بوضوح، بدلًا من نسخة من النمط الإيطالي. في أبريل 1667، أوكل بالمهمة إلى لجنة تتكون من لويس لو فاو وشارل لوبران وكلود بيرو، إذ صمم الثلاثة الواجهة الجديدة معًا. تميزت بالترتيب العملاق، أي صف طويل من الأعمدة المزدوجة بارتفاع طابقين، يرتكز على سطح منخفض عملاق مع نوافذ طويلة مقوسة مقطعية، على غرار تلك المستخدمة في جناح ليسكوت على طراز عصر النهضة، مع سقف مسطح يخفيه الدرابزين ومثلث في الوسط فوق المدخل الرئيسي. اتُخذ قرار مضاعفة عرض الجناح الجنوبي سنة 1668، ما أدى إلى بناء واجهة جديدة في الجنوب تواجه نهر السين. صمم بيرولت أيضًا واجهة جديدة في الجزء الداخلي من الفناء المواجه للغرب وواجهة جديدة مماثلة في الشمال.

## قصر فرساي
كان قصر فرساي النموذج الأهم للباروك الفرنسي. بناه الملك لويس الثالث عشر سنة 1624 منزلًا للصيد، وقام بتوسعته إلى قصر سنة 1634 كبير المهندسين المعماريين فيليبيرت لو روي. قرر لويس الرابع عشر توسعته مع الحفاظ على الأصل سنة 1661، فعيّن لويس لو فاو وشارل لوبران، وكلف أندريه لو نوتر بإنشاء حديقة رسمية كبيرة يمكن رؤيتها من القصر على طراز فو لو فيكوم. عندما توفي لو فاو سنة 1670، سُلم المشروع إلى جول هاردوين مانسارت، ابن أخي فرانسوا مانسارت. يحيط القصر الجديد بالقلعة القديمة المبنية بالقرميد، مع أجنحة جديدة في الشمال والجنوب. تتميز الواجهة، كم هو الحال في جناح متحف اللوفر الجديد، بأعمدة مرتبة ضخمة، في حين كان السطح مسطحًا، مع وجود شرفة مزينة بالدرابزين والأعمدة والشرفات والتماثيل والنصب. ابتداءً من سنة (1674-1675) أنشئ لو برون المساحات الداخلية، متضمنةً قاعة المرايا، الغرفة الأشهر في القصر، التي تطل على الحديقة الجديدة. عمل جيش من الرسامين والنحاتين وعمال الديكور باستخدام الرخام والحجر متعدد الألوان والبرونز والمرايا والجص المذهب. رسم لو برون السقف بنفسه وأصبحت قاعة المرايا رمزًا لأسلوب الباروك الفرنسي بأكمله. كان القصر الجديد مفتوحًا لأي زائر تقريبًا وأصبح مسرحًا ضخمًا حيث أقام الملك احتفالاته العامة وفق بروتوكول دقيق.
واصل لويس الإضافة إلى القصر حتى نهاية عهده. سنة 1687، بنى جول أردوان مانسار ثم روبرت دي كوتي غراند تريانون على طراز مبنى إيطالي يُسمى ماربل تريانون. كانت له أرضية واحدة مزينة بالجبس والرخام مع سقف مسطح ودرابزين. كان التصميم بسيطًا للغاية، مع وجود محيط متعرج يحيط به جناحان. اتسم القصر ببساطة ووضوح الشكل، ما ألهم بناء قصور مماثلة في جميع أنحاء أوروبا من بروسيا حتى روسيا. أكمل مانسارت أيضًا فرساي أورانجيري (1684–1686) بأسلوب مشابه، إذ يحيط بالقصر حديقة رسمية وبركة مياه. صُممت الحدائق التي أنشأها أندريه لو نوتر لتكمل هندسة القصر وللتعبير عن سيطرة الملك على الطبيعة من طريق الأزقة الهندسية والمسابح وصفوف الأشجار وأحواض الزهور والنوافير.
كانت الجناح الأخير من القصر هو المصليات الكنسية، التي بدأ بناؤها سنة 1689 وفق تصاميم هاردوين-ماسورت وأكملها روبرت دي كوتي (1708-1710). مُنحت الغرفة مساحة وضوء أكبر باستخدام الأعمدة الكلاسيكية بدلًا من الأعمدة الضخمة، وبوضع الأعمدة الداعمة على المستوى العلوي.
واصل لويس الخامس عشر الإضافة إلى القصر، التي كان معظمها تغييرات في الغرف الداخلية. كانت مساهمته الرئيسية في القصر الصغير من تصميم آنج جاك جابرييل. كانت هندستها البسيطة علامة على الانتقال من الباروك الفرنسي إلى الكلاسيكية الجديدة.